# Ягодний (Новосергієвський район)
Я́годний (рос. Ягодный) — селище у складі Новосергієвського району Оренбурзької області, Росія.
Стара назва — Плодосовхоз.

## Населення
Населення — 92 особи (2010; 89 у 2002).
Національний склад (станом на 2002 рік):
- росіяни — 83 %